# Пыжи (Кировская область)
Пыжи — деревня в Шабалинском районе Кировской области России. Входит в состав Высокораменского сельского поселения.

## География
Деревня находится в западной части Кировской области, в пределах Волжско-Ветлужской равнины, в подзоне южной тайги, на расстоянии приблизительно 15 километров (по прямой) к юго-востоку от Ленинского, административного центра района. Абсолютная высота — 134 метра над уровнем моря.
Климат
Климат характеризуется как континентальный, с продолжительной холодной снежной зимой и умеренно тёплым коротким летом. Среднегодовая температура — 1,6° C. Средняя температура воздуха самого холодного месяца (января) составляет −13,8° C; самого тёплого месяца (июля) — 17,5° C. Безморозный период длится 89 дней. Годовое количество атмосферных осадков — 721 мм, из которых 454 мм выпадает в тёплый период.

## Население
| 2010 |
| ---- |
| 0    |